# Нажаев, Ахмад
Ахмад Нажаев (1895 год, Старые Атаги, Чечня, Терская область, Российская империя — 1937 год, Грозный, Чечено-Ингушская АССР, РСФСР, СССР) — чеченский писатель, поэт, переводчик, один из основоположников национальной литературы, член Союза писателей СССР (1934).

## Биография
Родился в семье крестьянина в селе Старые Атаги в 1895 году. Учился в сельской духовной школе. В первые годы Советской власти окончил педагогические курсы, после окончания которых работал учителем начальных классов в родном селе. В 1924 году переехал в Грозный. Работал инструктором Чеченского областного отдела народного образования, затем — преподавателем в Коммунистическом вузе имени Евдокимова и на курсах советско-партийного актива.
С 1936 года преподавал на курсах повышения квалификации учителей в Орджоникидзе. Много сил и труда отдал драматургии, поэзии и журналистике. Работал в Чечено-Ингушском государственном драматическом театре и радиокомитете.
В 1937 году был обвинён в антисоветской пропаганде и участии в контрреволюционной троцкистской организации. По версии Абдурахмана Авторханова, был в том же году расстрелян. По другой версии, был приговорён к десяти годам лагерей и умер от голода в 1943 году в Архипелаге ГУЛАГ.

## Творчество
Начал заниматься литературной деятельностью в начале 1920-х годов. Первые его работы были связаны с записью, обработкой и изданием произведений устного народного творчества. Он был первым чеченским исследователем, занявшимся этой деятельностью. Среди записанных им произведений «Илли о князе Мусосте и Сурхо, сыне Ады», «Илли о Чеге — Бесстрашное Сердце и Бейбулате, сыне Таймы» и другие. Эти и другие произведения были включены в фольклорный сборник «Чеченские песни, рассказы и пословицы», который Ахмад Нажаев вместе со своим братом Магомедом издал в 1926 году.
Тогда же он совместно с языковедом И. Ибриевым издал сборник «Чеченские песни». Впоследствии они были переведены на русский язык и вошли в первый сборник «Чечено-ингушский фольклор», изданный в 1940 году в Москве. В дальнейшем фольклорные произведения, записанные Нажаевым и их переводы многократно переиздавались: «Чеченский фольклор» (1959), «Чечено-ингушская поэзия» (Москва, 1959), «Илли» (1979), «Антология Чечено-Ингушской поэзии» (1981) и другие.
В 1926 году он начал писать собственные произведения, в работе над которыми широко использовал фольклорный материал. С 1929 года его произведения начинают публиковать в первой чеченской газете «Серло». В 1934 году был издан первый поэтический сборник Нажаева «Новый мир» и первый рассказ «Выстрел в потолок». В 1936 году издана его эпическая поэма «Чабан», которая считается вершиной творчества писателя и лучшей в чеченской поэзии 1930-х годов.
В 1934 году Ахмад Нажаев в составе Чечено-Ингушской делегации, возглавляемой Шамсуддином Айсхановым, участвовал в работе первого съезда Союза писателей СССР. Там он получил билет члена Союза писателей СССР за подписью Максима Горького.
В 1935 году его стихи в переводе на русский язык были опубликованы в сборнике «Поэты Чечено-Ингушетии», изданном в Москве.